# Санкт-Петербургски договор (1762)
Договорът от Санкт Петербург е сключен на 5 май 1762 г. С него се прекратяват бойните действия между Прусия и Русия като част от Седемгодишната война. Договорът е сключен скоро след коронясването на руския император Петър III, който изпитва възхищение към пруския крал Фридрих Велики. Това позволява на Фридрих Велики да фокусира вниманието си върху Австрия и Саксония и да постигне „Чудото на Бранденбургския дом“. 
От името на Русия, договорът е подписан от канцлера Воронцов, а от това на Прусия - от пратеника барон Вилхелм Бернхард фон дер Голц . Русия се ангажира да съдейства за сключване на мир между участниците в Седемгодишната война и да върне в Прусия всички земи, окупирани от руските войски по време на войната.  Намерението за връщане на земите е станало известно още преди подписването на договора; на 23 февруари Русия обявява „това че трябва да има мир с този пруски крал; че Нейно Царско Величество, от своя страна, е решена на това; предава Източна Прусия и т. нар. завоевания; Руското участие в тази война е прекратено."  Освен това е договорено Русия да помогне на Прусия в преговорите за мир с Швеция.
Фридрих II (1712-1786) е толкова щастлив от подписания на 5 май договор, че поръчва фестивалите Te Deum и fêtes Радостта е заслужена, „защото царят символично обещава съдействие като му предостави 18 000 войници“, които да бъде използвана срещу австрийската армия.  С последвалият договор от Хубертусбург Прусия, Австрия и Саксония сключват мир, но „макар да възстановява довоенното статукво, той бележи възхода на Прусия като водеща европейска сила“. 
Две години след подписването на договора, Прусия и Русия обявяват защитен съюз.